# Молодіжна збірна Афганістану з футболу
Молодіжна збірна Афганістану з футболу — національна молодіжна футбольна збірна Афганістану, що складається у залежності від турніру із гравців віком до 19 або до 20 років. Вважається основним джерелом кадрів для підсилення складу основної збірної Афганістану. Керівництво командою здійснює Футбольна федерація Афганістану.
Команда має право участі у Юнацькому кубку Азії до 19 років, у випадку успішного виступу на якому може кваліфікуватися на молодіжний чемпіонат світу до 20 років. Також може брати участь у товариських і регіональних змаганнях.

## Юнацький (U-19) кубок Азії з футболу
| Юнацький (U-19) кубок Азії з футболу | Юнацький (U-19) кубок Азії з футболу | Юнацький (U-19) кубок Азії з футболу | Юнацький (U-19) кубок Азії з футболу | Юнацький (U-19) кубок Азії з футболу | Юнацький (U-19) кубок Азії з футболу | Юнацький (U-19) кубок Азії з футболу | Юнацький (U-19) кубок Азії з футболу |
| Рік                                  | Раунд                                | І                                    | В                                    | Н                                    | П                                    | Г+                                   | Г-                                   |
| ------------------------------------ | ------------------------------------ | ------------------------------------ | ------------------------------------ | ------------------------------------ | ------------------------------------ | ------------------------------------ | ------------------------------------ |
| 1959                                 | відмовилися від участі               | -                                    | -                                    | -                                    | -                                    | -                                    | -                                    |
| 1960                                 | відмовилися від участі               | -                                    | -                                    | -                                    | -                                    | -                                    | -                                    |
| 1961                                 | відмовилися від участі               | -                                    | -                                    | -                                    | -                                    | -                                    | -                                    |
| 1962                                 | відмовилися від участі               | -                                    | -                                    | -                                    | -                                    | -                                    | -                                    |
| 1963                                 | відмовилися від участі               | -                                    | -                                    | -                                    | -                                    | -                                    | -                                    |
| 1964                                 | відмовилися від участі               | -                                    | -                                    | -                                    | -                                    | -                                    | -                                    |
| 1965                                 | відмовилися від участі               | -                                    | -                                    | -                                    | -                                    | -                                    | -                                    |
| 1966                                 | відмовилися від участі               | -                                    | -                                    | -                                    | -                                    | -                                    | -                                    |
| 1967                                 | відмовилися від участі               | -                                    | -                                    | -                                    | -                                    | -                                    | -                                    |
| 1968                                 | відмовилися від участі               | -                                    | -                                    | -                                    | -                                    | -                                    | -                                    |
| 1969                                 | відмовилися від участі               | -                                    | -                                    | -                                    | -                                    | -                                    | -                                    |
| 1970                                 | відмовилися від участі               | -                                    | -                                    | -                                    | -                                    | -                                    | -                                    |
| 1971                                 | відмовилися від участі               | -                                    | -                                    | -                                    | -                                    | -                                    | -                                    |
| 1972                                 | відмовилися від участі               | -                                    | -                                    | -                                    | -                                    | -                                    | -                                    |
| 1973                                 | відмовилися від участі               | -                                    | -                                    | -                                    | -                                    | -                                    | -                                    |
| 1974                                 | відмовилися від участі               | -                                    | -                                    | -                                    | -                                    | -                                    | -                                    |
| 1975                                 | груповий етап                        | 4                                    | 0                                    | 1                                    | 3                                    | 5                                    | 12                                   |
| 1976                                 | відмовилися від участі               | -                                    | -                                    | -                                    | -                                    | -                                    | -                                    |
| 1977                                 | чвертьфінали                         | 3                                    | 0                                    | 1                                    | 2                                    | 4                                    | 8                                    |
| 1978                                 | Раунд 1                              | 3                                    | 0                                    | 0                                    | 3                                    | 0                                    | 11                                   |
| 1980                                 | відмовилися від участі               | -                                    | -                                    | -                                    | -                                    | -                                    | -                                    |
| 1982                                 | відмовилися від участі               | -                                    | -                                    | -                                    | -                                    | -                                    | -                                    |
| 1985                                 | відмовилися від участі               | -                                    | -                                    | -                                    | -                                    | -                                    | -                                    |
| 1986                                 | відмовилися від участі               | -                                    | -                                    | -                                    | -                                    | -                                    | -                                    |
| 1988                                 | відмовилися від участі               | -                                    | -                                    | -                                    | -                                    | -                                    | -                                    |
| 1990                                 | відмовилися від участі               | -                                    | -                                    | -                                    | -                                    | -                                    | -                                    |
| 1992                                 | відмовилися від участі               | -                                    | -                                    | -                                    | -                                    | -                                    | -                                    |
| 1994                                 | відмовилися від участі               | -                                    | -                                    | -                                    | -                                    | -                                    | -                                    |
| 1996                                 | відмовилися від участі               | -                                    | -                                    | -                                    | -                                    | -                                    | -                                    |
| 1998                                 | відмовилися від участі               | -                                    | -                                    | -                                    | -                                    | -                                    | -                                    |
| 2000                                 | відмовилися від участі               | -                                    | -                                    | -                                    | -                                    | -                                    | -                                    |
| 2002                                 | відмовилися від участі               | -                                    | -                                    | -                                    | -                                    | -                                    | -                                    |
| 2004                                 | не кваліфікувалася                   | -                                    | -                                    | -                                    | -                                    | -                                    | -                                    |
| 2006                                 | не кваліфікувалася                   | -                                    | -                                    | -                                    | -                                    | -                                    | -                                    |
| 2008                                 | не кваліфікувалася                   | -                                    | -                                    | -                                    | -                                    | -                                    | -                                    |
| 2010                                 | не кваліфікувалася                   | -                                    | -                                    | -                                    | -                                    | -                                    | -                                    |
| 2012                                 | не кваліфікувалася                   | -                                    | -                                    | -                                    | -                                    | -                                    | -                                    |
| 2014                                 | не кваліфікувалася                   | -                                    | -                                    | -                                    | -                                    | -                                    | -                                    |
| 2016                                 | не кваліфікувалася                   | -                                    | -                                    | -                                    | -                                    | -                                    | -                                    |
| 2018                                 | не кваліфікувалася                   | -                                    | -                                    | -                                    | -                                    | -                                    | -                                    |
| Усього                               |                                      | 10                                   | 0                                    | 2                                    | 8                                    | 9                                    | 31                                   |